# Ailill mac Dúnlainge
Ailill mac Dúnlainge (né vers 831; mort en 871) est un roi de Leinster du sept Uí Muiredaig issu des Uí Dúnlainge une lignée royale des Laigin. La résidence royale de ce sept était située à Maistiu (Mullaghmast) dans le sud du comté de Kildare. Il est le fils de Dúnlaing mac Muiredaig (mort en 869), un précédent souverain. Il règne de 869 à 871.

## Contexte
Une grande confusion règne dans la Liste des rois de Leinster pendant la période. Ailill est le premier personnage à être désigné par le titre de « Roi de Leinster » dans les Annales d'Ulster lors de sa mort, depuis 838. Francis John Byrne suggère que la cause de cette apparente confusion est liée au fait que les rois des Uí Dúnlainge n’exerçaient qu'un pouvoir très limité lié au agressions de leur voisin occidental Cerball mac Dúnlainge (mort en 888), roi d'Osraige. Cerball, incapable de s'imposer comme roi de Leinster parvenait cependant à empêcher ses rivaux d'exercer une autorité monarchique réelle.

## Règne
En 870 l'Ard ri Erenn Áed Findliath (mort en 879) envahit le Leinster et le soumet d'Áth Cliath (Dublin) à Gabrán. Pendant ce temps son allié Cerball mac Dúnlainge (mort en 888) d'Osraige envahit aussi le Leinster par l'ouest. Il atteint Dún Bolg où son camp est attaqué par les Laigin dont c'est le premier succès, mais il les met en fuite lors d'une contre-attaque. Le nom d'Ailill n'est pas évoqué lors de ces événements qui sont attribués au roi de Leinster Muiredach mac Brain, combattant les forces de Cerball. Les Annales fragmentaires d'Irlande font un long commentaire de cette séquence et précisent que Cerball atteint avec les armes de l'Ard ri Belach Gabrán (la passe de Gowran dans le centre est de l'Osraige) mais qu'il doit retirer ses armées et que les Laigin ne sont pas finalement pas contraints à fournir des otages. En 871, Ailill est tué par les Vikings du royaume de Dublin. Son fils, Augaire mac Aililla (mort en 917) sera également roi de Leinster

## Article lié
- Liste des rois de Leinster

## Sources primaires
- Livre de Leinster, Rig Laigin et Rig Hua Cendselaig sur CELT: Corpus of Electronic Texts at University College Cork
- Annales d'Ulster sur CELT: Corpus of Electronic Texts at University College Cork
- Annales de Tigernach sur CELT: Corpus of Electronic Texts at University College Cork

## Sources secondaires
- (en) T.W Moody, F.X. Martin, F.J. Byrne, A New History of Ireland IX Maps, Genealogies, Lists. A companion to Irish History part II, Oxford, Oxford University Press, 2011 (ISBN 9780199593064), p. 134 & 200 Kings of Leinster to 1171
- (en) Francis John Byrne, Irish Kings and High-Kings, Dublin, Four Courts Press, 2001 (ISBN 978-1-85182-196-9)
- (en) T.M. Charles-Edwards, Early Christian Ireland, Cambridge, Cambridge University Press, 2000 (ISBN 0-521-36395-0)
- (en) Donnchadh Ó Corráin, Ireland Before the Normans, Dublin, Gill and Macmillan, 1972